# 소프트웨어 정의 라디오
소프트웨어 정의 라디오(Software defined radio, SDR)는 컴퓨터로 만든 무전기를 말한다.

## 역사
무전기는 기존의 아날로그 무전기가 진공관을 사용하다가, 트랜지스터 개발로 회로기판이 업그레이드 되었다. 그 후에는 반도체 기술로 점차 무전기 회로가 복잡해지다가, 드디어 SDR 라디오가 개발되었다. 즉, 범용 컴퓨터를 탑재해, 소프트웨어만 바꾸면 무전기 성능이 바뀌는 방식이다. 기존의 무전기는 각종 전자부품을 납땜하여 고정적인 기능이었다면, SDR 라디오는 그 복잡한 회로기판의 기능을 초소형 범용 컴퓨터가 소프트웨어적으로 신호처리를 다 하기 때문에, 소프트웨어만 교체하면 무전기 성능을 바꿀 수 있다.

## FLEX-6700
기존의 아마추어 무전기는 복잡한 조작 버튼이 무전기 전면에 가득했다. 그러나 FLEX-6700 SDR 무전기는 아무 버튼도 없는 단순한 상자로 되어 있으며, 아이폰에 100 MB 앱을 다운받아서, 아이폰이 예전 무전기의 복잡한 버튼을 다 터치스크린으로 구현한다. HF 대역과 50 Mhz 아마추어 무선 대역을 사용하기 때문에 보병 중대장의 VHF FM 배낭형 무전기와도 교신이 된다.
만약 군대에서 이런 방식으로 배낭형 무전기를 만든다면, 예전에는 중대장 옆에 붙어 있는 통신병의 배낭 무전기 수화기를 들어서 단 한명의 장교만이 본부와 교신을 했지만, 앞으로는 아이폰을 휴대한 모든 병사들까지도 통신병의 배낭 무전기를 원격으로 동시에 사용할 수 있다는 의미이다. 즉, 통신병은 아무 조작 버튼이 없는 고출력 VHF SDR 무전기 본체와 대형 배터리, 안테나만을 메고 다니고, 장교, 부사관, 병사들이 주머니의 아이폰을 사용해 통신병의 배낭 무전기를 거쳐서 본부와 통신하게 된다. 물론 동영상이나 사진의 송수신도 완전히 자유화 된다. 카카오톡과 같은 문자 송수신도 자유롭게 된다.

## TMMR
한국군은 2020년부터 2025년까지 1조 4천억원을 투입해 중대장의 배낭용 무전기를 SDR 방식의 TMMR 무전기로 교체할 계획이다. 미군도 SDR 방식의  JTRS 무전기로 교체할 계획이다.

## 같이 보기
- 디지털 라디오
- 디지털 신호 처리